# 汽車空氣動力學

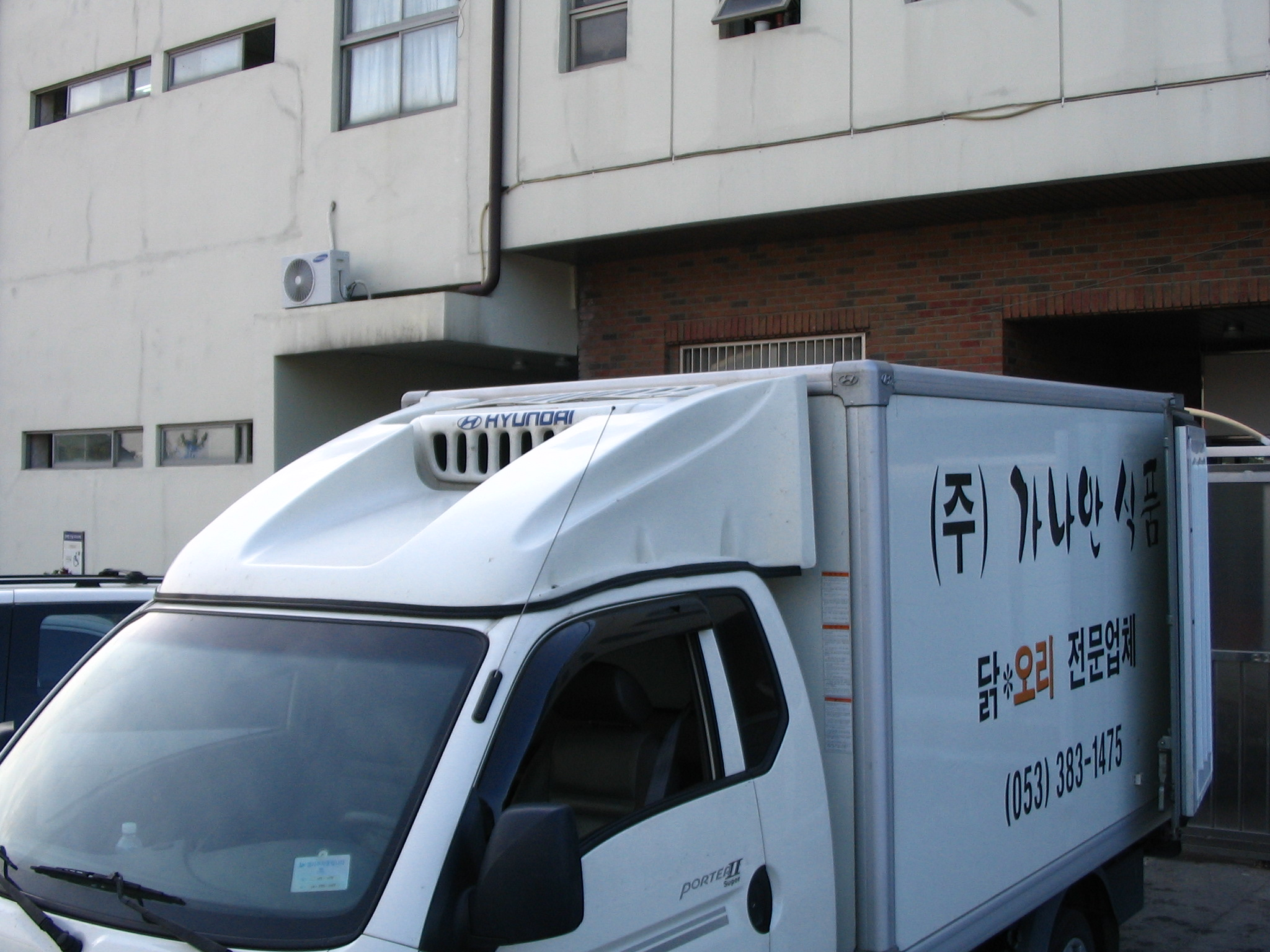
在卡車頂部增加氣動部件以減少空氣阻力

空氣動力學（英語：Aerodynamics）主要研究物體穿過空氣時產生的各種力及物體運動的模式（空氣動力學與氣體動力學常常混用，但後者研究的氣體不局限於空氣）。

而汽車的空氣動力學（英語：Automotive Aerodynamics）則是指四輪的汽車的空氣動力學研究（不包括四輪以下的汽車的原因是英語“Automotive”只是指四輪的汽車）。這門科學主要用於減少汽車的空氣阻力、風噪聲，減低噪音排放，和消除汽車高速運動時產生對汽車有負面影響的上升力，及空氣對車身控制有不良影響的因素。由於空氣動力學是流體力學與氣體動力學的一個分支，所以空氣被認為是流體的一種。對於賽車而言，空氣動力套件能為車體產生下壓力，從而提升賽車的抓地力和過彎能力。

## 基本原理

### 流體阻力
當物體穿過大氣時，會推開周圍的空氣，物體的運動也會受到重力及各種阻力影響。當物體穿過各種流體如水或空氣，便會遇上流體的阻力，物體的速度越高，阻力就越大。
物體的運動可通過牛頓第二運動定律來描述，其方程式為，
{\displaystyle F} = {\displaystyle m} * {\displaystyle a}
其中，{\displaystyle F}是外力，{\displaystyle m}是質量，{\displaystyle a}是加速度。
由於物體重量{\displaystyle W}和阻力{\displaystyle D}為相反的向量，因此淨外力為兩個數值之差，
{\displaystyle F} = {\displaystyle W} – {\displaystyle D}
因此，物體的加速度可用以下公式表達，
{\displaystyle a} = ({\displaystyle W} – {\displaystyle D}) / {\displaystyle m} 
以上公式顯示，阻力會直接對物體的加速度構成影響。當物體的加速度上升，它的速度及阻力也會上升，當阻力上升到與物體重量相同的數值時，即施加於物體的淨力為零，物體便會停止加速。換句話說，當一輛汽車的速度越來越快，其空氣阻力也隨之上升，最後汽車因為加速度受限而變成恆速。而通過下列方程式，可找出物體的阻力係數（英語：Drag Coefficient），
{\displaystyle c_{\mathrm {d} }} = {\displaystyle D} / ({\displaystyle A} * .5 * {\displaystyle r} * {\displaystyle V}^2)
{\displaystyle c_{\mathrm {d} }} 為阻力係數
{\displaystyle D} 為阻力，是施力平行流場方向的分量
{\displaystyle \rho } 為流體密度
{\displaystyle v} 是流體相對物體的速度
{\displaystyle A} 為參考面積（即物體面向流體的面積）
而由上述方程式可得知，汽車的阻力與它的阻力係數、速度及面向表面積有關。

### 空氣升力
當汽車高速行駛穿過空氣，車前方的氣壓會不斷上升，而車底的氣流因此會形成相對於車頂較高的氣壓區（因為空氣只能於狹窄的空間流動），產生升力。升力會降低汽車的抓地力，對汽車的操控造成負面影響，這尤其發生在賽車上。這些上升的力量是由於汽車周圍地面的氣流造成。假如升力過於巨大，會令車身有升起或傾斜的現象。通過空氣動力學開發的配件，能使汽車產生下壓力，使汽車行駛時有更高抓地力及穩定性。不過，氣動配件產生下壓力的同時，亦會產生空氣阻力。升力的方程式為，
{\displaystyle L} = {\displaystyle C_{\mathrm {L} }} x {\displaystyle A} x 0.5{\displaystyle \rho } x {\displaystyle V}2
{\displaystyle L} 為升力
{\displaystyle C_{\mathrm {L} }} 為升力系數
{\displaystyle \rho } 為流體密度
{\displaystyle V} 是流體相對物體的速度
{\displaystyle A} 為參考面積（即物體面向流體的面積）
從上述方程式可知，汽車的升力與它的升力系數、速度及面向表面積有關。汽車的升力系數越低，受到升力的影響就越低。

### 下壓力
下壓力是指與升力相反的力。汽車利用空氣將自身壓向地下面，使汽車在高速過彎時能夠抓著地面，提升汽車的性能。當汽車高速行駛時，空氣對汽車造成的壓力會不斷上升，這種與汽車運動方向相反的力稱為阻力。假如將這氣流正確引導到特定地方（如氣動部件），便會產生下壓力。一般情況下，汽車產生的下壓力越高，它面對的阻力便越高。優良的空氣動力配件能很好地平衡汽車的抓地力及速度的比例。由於下壓力與升力的方向相反，因此它的方程式為，
{\displaystyle F} = -{\displaystyle C_{\mathrm {L} }} x {\displaystyle A} x 0.5{\displaystyle \rho } x {\displaystyle V}2
{\displaystyle F}為下壓力
{\displaystyle C_{\mathrm {L} }} 為升力系數
{\displaystyle \rho } 為流體密度
{\displaystyle v} 為流體相對物體的速度
{\displaystyle A} 為參考面積（即物體面向流體的面積）

## 測試方式

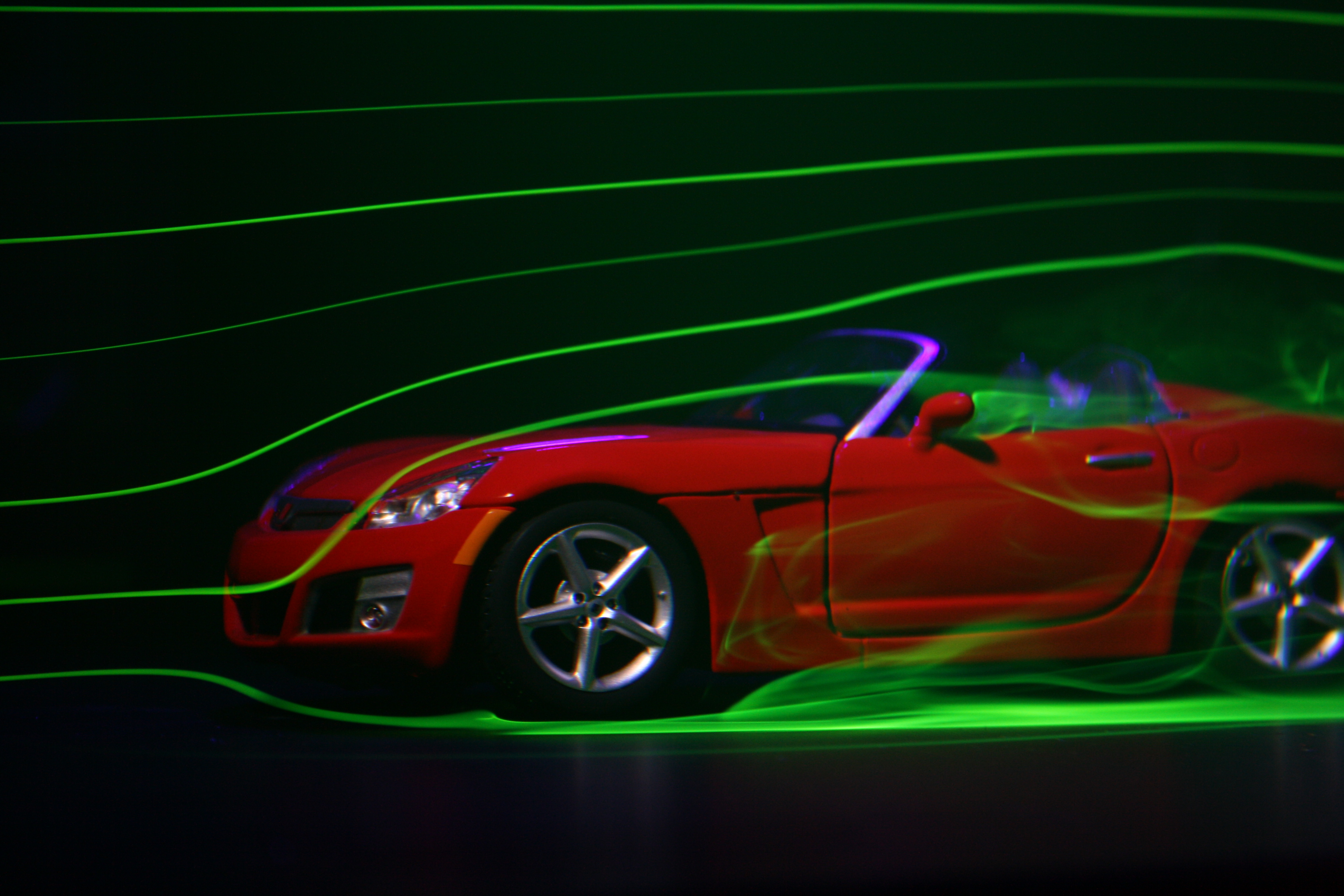
測試時氣流通過汽車時的情況

### 電腦模擬測試
計算流體力學（英語：Computational Fluid Dynamics，簡稱CFD）被廣泛應用於各工程學範疇上。將計算流體力學應用於汽車設計的主要優勢在於，它可以從長年累月的測試中將大量數據收集，並累積起來，方便研究人員工作。而通過不斷審視和分析這些數據，研究人員便可以優化各種氣動力部件。電腦模擬測試的優點有，
- 測試準備時間大幅降低（除了電腦外，毋須其他硬件成本）
- 測試成本較便宜
- 只要電腦計算容許，沒有測試空間的限制
- 各種氣流環境容易模擬出來（包括氣壓、風速及氣溫）
- 艙內的氣流容易模擬出來
- 數據收集不受環境影響
- 在開發初期作出的貢獻尤其顯著
- 能於很短時間評估出不同氣動部件的優劣
- 在製造實體原型前，系統能模擬出虛擬的原型

儘管電腦模擬測試的優點很多，卻存在一些缺點，包括
- 因為涉及複雜的數據計算，所以需要高性能及計算能力高的電腦支持
- 相關數學模型只能模擬出與現實世界相近的狀況，未必能完全準確模擬出所有物理現象
- 電腦計算及數據驗証的過程可能很長
- 有系統出錯的風險，需要不時更新系統
- 用家需擁有豐富的相關知識，以正確使用系統和解讀當中的數學含意[9][10]

### 風洞測試
風洞測試是一種借鑒於航空工業的空動測試方式。風洞是一個巨大的管道型設施，洞內的風扇能產生氣流，透過將空氣吹向靜止不動的測試物，模擬出物體高速運動時，氣流通過物體的情況。在這受控的環境下（如風速、風向、溫度等其他變量），工程人員便可以測試汽車在不同風速下的阻力係數、風阻、升力及下壓力，亦可以測試汽車遇上側風時的能力。
風洞測試需要用到多種儀器及感應器，包括測壓孔、測力平衡儀、氣流視化及激光探測技術。測壓孔一般安置於汽車的表面上，用來偵測車身的氣壓分佈；測力平衡儀用來測量施加於汽車的淨力和力矩；氣流視化技術則利用煙霧、染色劑的流動，或於車上不同地方放置簇絨等方法，使空氣的流動可視化；激光探測技術利用激光及攝影機來測量空氣的速度及密度，包括粒子圖像測速技術（英語:particle image velocimetry (PIV)）和激光多普勒技術（英語:laser Doppler anemometry (LDA)）。
風洞測試有以下的缺點：
- 建造風洞設施時間長
- 建造及營運風洞設施成本昂貴
- 測試空間有限
- 不能呈現汽車引擎冷卻的狀態
- 難以計算艙內的氣流
- 風洞的阻塞效應（Blockage effect）及尺寸效應（Scale effect）有可能造成測試結果不準確

### 道路測試
有別於風洞測試，道路測試解決了風洞測試存在的限制及問題，例如，道路測試容許汽車行駛，因此可以測量汽車運動時和車輪轉動時的氣動情況，它亦解決了阻塞效應。由於不需要製造較小尺寸的模型迎合風洞的大小，因此亦解決了尺寸效應的問題。道路測試的最大好處是，由於測試處於現實環境，所以測試結果應該是比電腦模擬及風洞測試準確，不過仍存在一些缺點，包括，
- 準備時間長
- 測試成本昂貴（場地租金等）
- 空氣流動狀態不穩定
- 受制於天氣條件
- 難以計算艙內的氣流
- 數據收集受到環境因素影響
- 汽車基本成型後才可進行測試

## 部分空氣動力學用語

### 氣壓分佈
汽車的空氣動力受到車身上的氣壓分佈影響。氣壓是指空氣粒子施加於汽車的力，高的氣壓指空氣對汽車施加的力較大，低的氣壓指空氣對汽車施加的力較小。汽車不同區域的氣壓差異會為汽車帶來一定的阻力（或下壓力）或升力，例如，當車前的氣壓比尾部氣壓大時，便會造成阻力。當車下的氣壓比車上的氣壓大時，便會產生升力。通過氣壓分佈的圖表，可以了解空氣產生的力如何對汽車產生影響。

### 邊界層與邊界層分離
當物體在氣流中移動時，有黏性的空氣分子會依附在表面，形成了一層「薄膜」，稱為邊界層。因為空氣的黏性不是很強，分子距離表面愈遠，就愈難"黏住"表面，跟表面"分離"。邊界層理論假設物體接觸空氣的尖端非常薄，有近乎"零"的厚度（0 thickness），所以可以像刀峰一樣"切開"氣流。剛被"切開"的氣流，仍然能夠穩定的流動，所以歸類為「層流」（Laminar Flow）。可是通過實驗觀察，當這些氣流的流動距離增加，開始表現得"鬆散"，到最後變成亂雜無章、無法預測的「紊流」（Turbulent Flow）。若邊界層受到逆壓梯度的影響，使得邊界層相對物體的速度漸漸下降，甚至接近0，此時就會出現邊界層分離的現象。此時流體的流動脫離物體的表面，會產生渦流及渦旋。

### 雷諾數
雷諾數是用來描述流體流經物體時的情況。雷諾數的大小，與氣流的流速、空氣密度、動態黏度、運動黏度及氣流位置和物體尖端的距離這些因素有關。雷諾數數值越高，流體流動較不穩定，流速的微小變化容易發展、增強，形成紊亂；雷諾數數值越低，流體流動穩定，為層流。雷諾數的應用，對了解空氣如何影響產生在汽車上的阻力及升力，很有幫助。

### 尾流區
尾流是指運動中的物體穿過流體時，尾部產生的擾流便稱為尾流。汽車尾流的形成與氣流的黏度、邊界層分離及紊流有關。一般而言，層流邊界層產生的阻力雖然比紊流邊界層來得少，卻較易發生邊界層分離而脫離車身表面，並在車尾產生較大的尾流，增加了施加於汽車的阻力。

## 基本影響空氣動力的汽車部件

### 車的形狀
汽車整體的形狀與空氣動力學有直接的關係，一般會以阻力系數來表示物體在流體受到阻力的程度。如果將汽車的阻力係數越低，它受到空氣或流體阻力的影響就越少。阻力係數與物體的形狀及表面特性有關。理論上，淚珠形的物體具有最小的阻力係數。現代汽車的阻力係數一般界乎0.25至0.3。運動型多用途車（SUV）則由於形狀呈四四方方，阻力係數為較高的0.35至0.45。雖然跑車與賽車給人的印象是高速的象徵，但一些賽車或跑車的阻力係數可以很高，例如F1賽車的阻力係數甚至可以高達0.7至1.0，因為它們被造成能產生巨大的下壓力，目的是提升過彎的性能，不過這亦伴隨著一定的阻力上升。

### 車輪與輪胎
車輪與輪胎在空氣動力學中亦扮演重要的角色。以下因素影響它們在空氣動力上的表現，
- 光滑及較薄的輪胎產生較少的阻力，凹凸不平及較厚的輪胎則相反。
- 較小的車輪產生較大阻力，使汽車的耗油量下降。較大的車輪則相反。
- 使用輪轂蓋能減少紊流干擾車輪及產生的空氣阻力。
- 使用車輪整流罩能調整氣流流動的方向，減少氣流因與車輪接觸而產生的阻力。

### 汽車的大小與重量
越重和越大的車受到的阻力越大。越輕和越小的車則因為受到的阻力小，油耗會較少和有更高的最大速度。

## 相關空動部件

### 翼形部件（Wing）及前後擾流器（Front and Rear Spoilers）
翼形部件是一種高性能汽車（如賽車和跑車等)常用的氣動部件。外觀上，尾翼與擾流器（英語:Spoiler)看似相同，但功能上卻有所不同。尾翼原理上是飛機翼的相反操作，意思即是將翼面上下的氣壓區顛倒，通過翼面設計，減少上翼面的流速（或引導更多氣流到上翼面)，以製造比下翼面氣壓更高的區域，為汽車製造下壓力。擾流器則是通過干擾空氣的流動，減低空氣的流速及升力，從而降低空氣阻力。不過使用翼形部件或擾流器會同時產生空氣阻力，導致汽車的最大速度下降。

### 導流板（Splitter）
前導流板一般安置於前保險杠下面，作用是將車前的空氣引導至導流板之上，使導流板上面產生高氣壓區和下面產生低氣壓區，因而產生下壓力，這使到汽車能壓向地面，除了增加汽車過彎性能外，也可以用來平衡汽車前後的下壓力分配。

### 側裙（Side skirts）
側裙的作用不是為汽車底部製造氣壓差，它的作用是將汽車兩邊的氣流與車底的氣流隔開，目的是減少車體兩側的氣流進入車底。如果沒有側裙，其氣壓差會為汽車製造不必要的升力。側裙的性能視乎它與地面之間的距離，2厘米或更少的距離能效用最佳，超過這範圍性能會大幅下降。如果一輛車只用導流板而不用側裙，由於車底已經產生低氣壓區，會導致汽車兩側的高氣壓氣流湧入車底，令汽車的下壓力下降。

### 擴散器（Diffusers）
擴散器主要是利用流體速度的大小與壓強成反比的原理，將賽車底盤下部的氣流梳理後快速導出，增加賽車底盤下部氣流的速度，從而形成低壓區,達到增強賽車下壓力的效果。當汽車行走時，氣流從車前方經過車底，到達尾部的擴散器。當空氣穿過擴散器內的膨脹腔時，隨著擴散器腔體容積的增加，為了滿足車輛不可壓流動狀態下的連續性條件，氣流需要減速以填補更大的空間。這是由於當氣流膨脹，便會發生文丘里效應，擴散器內的氣壓便會上升，流速因此而下降。擴散器內的較高氣壓，與車底的較低氣壓形成氣壓差，因此產生吸力，加快將車底的空氣抽走。這使到車底下的空氣流速上升，使得汽車上部的氣流氣壓大於底部的氣流壓力，從而形成氣壓差，使汽車產生一股往地面方向的壓力，即所謂的增大下壓力，使賽車輪胎有很好的抓地力。

### 進氣口及出氣口
各種進氣口及出氣口（如氣箱 Airbox、側通風 Side Duct 和制動冷卻通風 Brake Duct 等）其中一個重要的作用就是，將車前方的氣流引導到汽車的各個部件，以達至冷卻的效果，這些部件包括引擎或剎車系統。但由於它們都會產生紊流，因此汽車會受到阻力影響。而出氣口的洞口越大，進氣口抽氣的速度便越快，因此冷卻的效果越好。

### 主動空氣動力部件（Active Aerodynamics）
傳統的空氣動力部件雖然會產生下壓力，但同時會產生阻力。主動空氣動力部件則不同，因為它們是可變動的，部件在直路時會收起，減少阻力；在彎路時則會開啟，增加抓地力。不過主動空氣動力部件有很多種，功能可以完全不同，
主動前網罩：當汽車處於低速時，由於引擎或電子組件的溫度不高，所以前網罩的葉片會關閉，這會減少阻力及亂流的產生；當汽車高速前進時，葉片便會開啟，使更多空氣進入各個部件，達至冷卻效果。
主動前導流板或尾翼：開啟能增加下壓力；關閉能提升直線速度。
1. ↑  .   [2024-01-02]. （原始内容存档于2023-12-26） （英语）.
2. ↑  .   [2024-01-02]. （原始内容存档于2024-02-04） （英语）.
3. ↑  Kundan, Chakraborty. .   [2024-01-02]. （原始内容存档于2024-01-02） （英语）.
4. ↑  參考面積（Reference Area）：在流體力學中是指用來計算物體所受阻力或升力時，所選用的特定面積。這個面積通常是物體在運動方向上的正交投影面積，但也可以是其他根據特定需求而選定的面積。
5. ↑  .   [2024-01-02]. （原始内容存档于2024-02-09） （英语）.
6. ↑  .   [2024-01-02]. （原始内容存档于2024-01-02） （英语）.
7. 1 2 3 4 5  .   [2024-01-02]. （原始内容存档于2024-01-02） （英语）.
8. 1 2  .   [2024-01-02]. （原始内容存档于2024-01-02） （英语）.
9. ↑  .   [2024-01-02]. （原始内容存档于2024-01-27） （英语）.
10. ↑  .   [2024-01-02]. （原始内容存档于2024-01-02） （英语）.
11. ↑  .   [2024-01-02]. （原始内容存档于2024-01-02） （英语）.
12. 1 2  .   [2024-01-02]. （原始内容存档于2024-01-02） （英语）.
13. ↑  .   [2024-01-02]. （原始内容存档于2024-01-02） （中文）.
14. ↑  .   [2024-01-02]. （原始内容存档于2024-01-02） （英语）.
15. ↑  .   [2024-01-02]. （原始内容存档于2024-01-02） （英语）.
16. ↑  .   [2024-01-02]. （原始内容存档于2024-02-08） （英语）.
17. ↑  .   [2024-01-02]. （原始内容存档于2024-01-02） （英语）.
18. ↑  .   [2024-01-02]. （原始内容存档于2024-01-02） （英语）.
19. 1 2  .   [2024-01-02]. （原始内容存档于2024-01-02） （英语）.
20. ↑   （英语）.
21. ↑  .   [2024-01-02]. （原始内容存档于2024-01-02） （英语）.
22. ↑  .   [2024-01-02]. （原始内容存档于2024-01-02） （中文）.
23. ↑  .   [2024-01-02]. （原始内容存档于2024-01-02） （中文）.
24. ↑  .   [2024-01-02]. （原始内容存档于2022-12-05） （英语）.
25. ↑  .   [2024-01-02]. （原始内容存档于2024-01-30） （英语）.